# 國皇棋Kubb

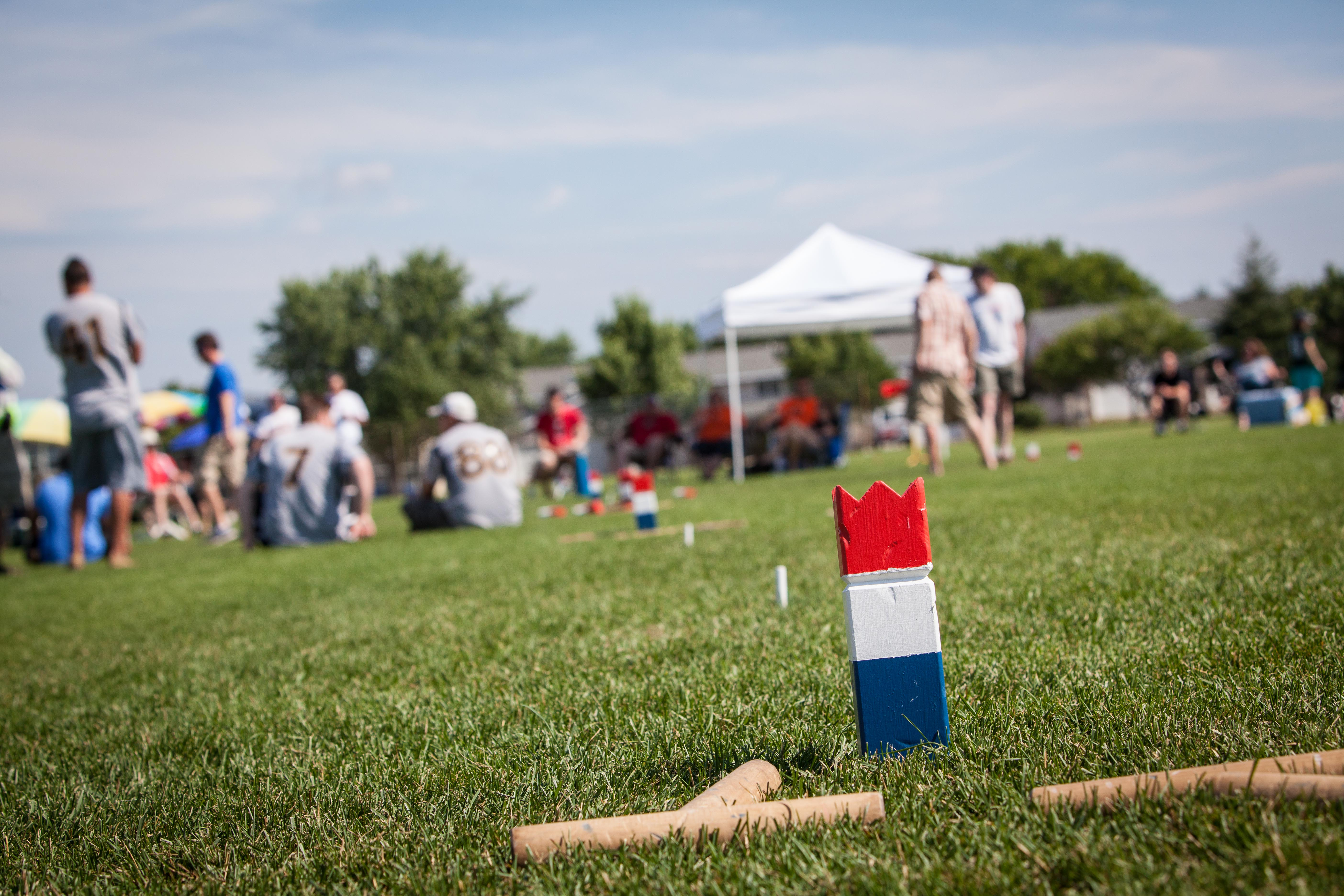
2013年美國國皇棋全國冠軍賽决賽階段，在未使用過的球場上比賽

國皇棋 Kubb是一款草地遊戲，目標是打翻木塊( ）擲木棍（  ）。 國皇棋可以说是保齡球和擲馬蹄鐵的混合版。遊戲在一個小的長方形運動場上進行。 “ 衛兵棋”放置在場地的左右兩端，而“ 國皇棋”（一個最大的木塊）放置在場地的中間。有些規則因國家/地區而異，遊戲的玩法條件是比對手更快撃倒球場另一邊的“ 衛兵棋”，最後撃倒“ 國皇”取得勝利。遊戲可以持續五分鐘到一個小時以上。該遊戲可以在各種場地上進行，例如草地，沙地，球場，雪地甚至冰地。

## 歷史
雖然未有歷史記載，但人們認為國皇棋可以追溯到维京時代，並在瑞典哥得蘭島一直流傳下来。（哥得蘭島運動會）成立於1912年，卻一直未把國皇棋納入哥得蘭島的傳統遊戲之一。最早提及類似國皇棋的遊戲是來自1911年第二版瑞典百科全書“ Nordisk familjebok”（北歐家庭書）。它在那邊被稱為“Kägelkrig”（Skittles戰爭），描述為撞柱子遊戲但加上球一起玩。 一但經改良成為現代概念的遊戲後，商業版的國皇棋終被首次制造出來，並在1980年代后期開始流行。
該遊戲的主要玩法（互相向對方擲球）是由kyykkä和擲馬踝骨遊戲bunnock遊戲合併，兩者均來自卡累利阿或鄰近地区。該遊戲現已得到國際關注，並且自1995年以来在哥得蘭島舉行了一年一度的世界锦標赛。現在，大型國皇棋比赛在整个歐洲和美國舉行。僅比利時在2012年就舉辦了50多次比賽。
2011年12月13日，美國威斯康辛州的歐克萊爾（Eau Claire ）宣佈自己為“北美國皇棋之都”。 自2007年以来，該市一直舉辦美國國家國皇棋聯賽 （页面存档备份，存于），并且是《 Kubbnation》雜誌以及許多俱樂部和聯賽的發源地。其中包括Eau Claire Kubb聯赛，它是世界上最大的國皇棋每周聯赛。另外，在當地學校均會在體育課教授國皇棋及國皇棋學會。
國皇棋23件配件如下

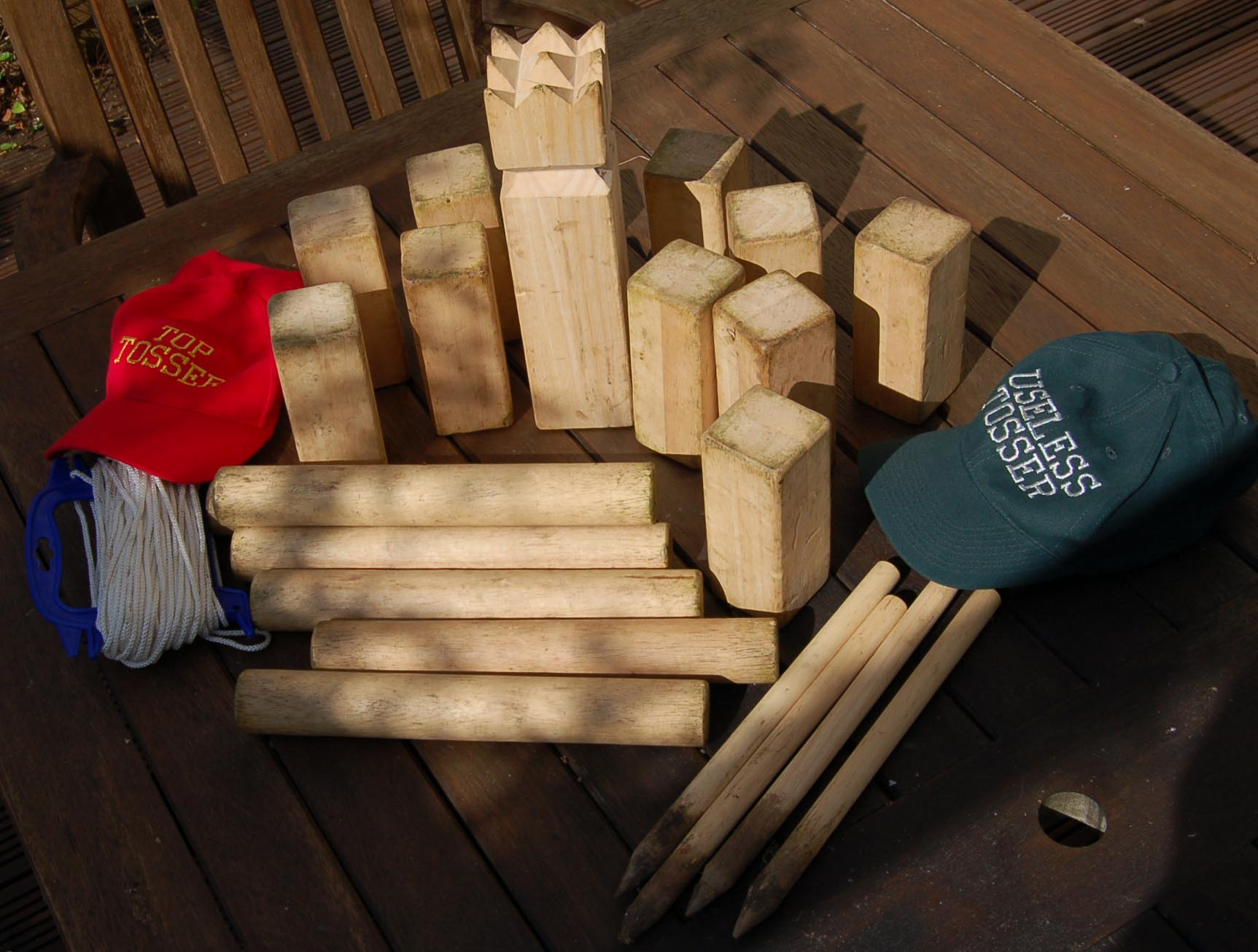
遊戲裝備

- 十塊衛兵棋，長方形木塊,尺寸為10-15厘米高 x 5-7厘米闊。
- 一塊國皇棋，呈長方形，25-30厘米高和7-9厘米闊，有部分頂部帶有皇冠設計。
- 六條木棍，25-30厘米長，2.5-4.4厘米闊。
- 四個角柱，用於劃分場地的四個轉角。兩個中間柱, 以劃分場地的中間線, 區分左右兩邊比賽場地。

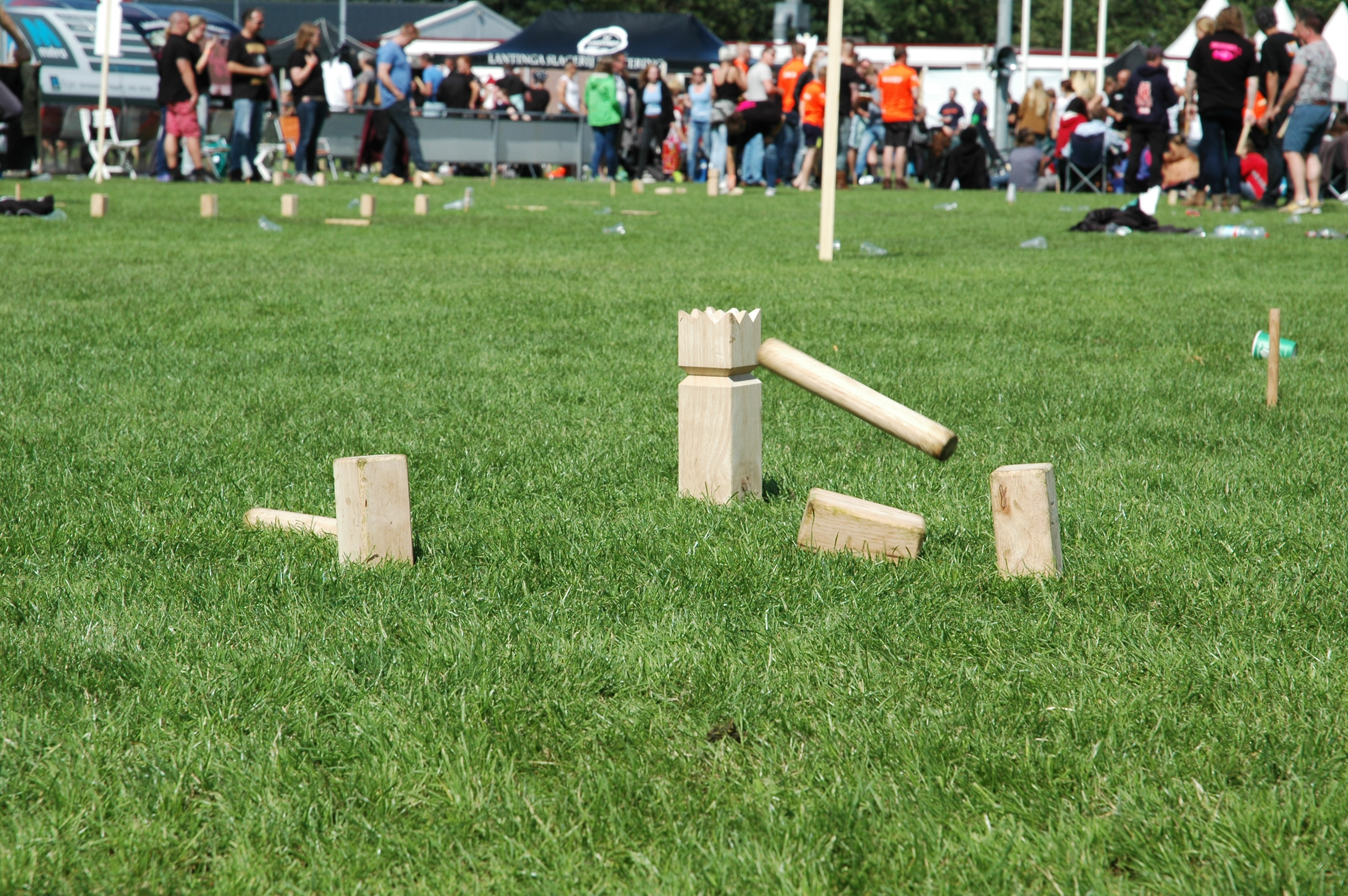
國皇棋和木棍在傳統的荷蘭聯賽中的比賽情況

根據《美國聯賽規則》和《世界聯賽規則》，國皇棋在5米x 8米的長方形場地內舉行。於四個角落放置角柱，以形成一個長方形。中心柱放置在邊線的中間，將兩區平均分配。即使允許使用不干擾遊戲玩法的標記（例如粉筆線），但不需要其他標記来劃分場地的邊界。將國皇棋垂直放置場地的中心點，將衛兵放置在兩邊的基線上，每側等距的位置各有五個衛兵棋。由基線開始遊戲的國皇棋稱為基礎國皇棋。基線應穿過小球的中心。  對於年幼的孩子，可以縮小場地至8米。迷你版國皇棋®則更適合在香港推行，使用場地範圍為2x3米。

## 規則

世界錦標賽規則和美國國家聯賽規則的两個官方比賽規則均適用於所有國皇棋賽事。  

## 大概玩法

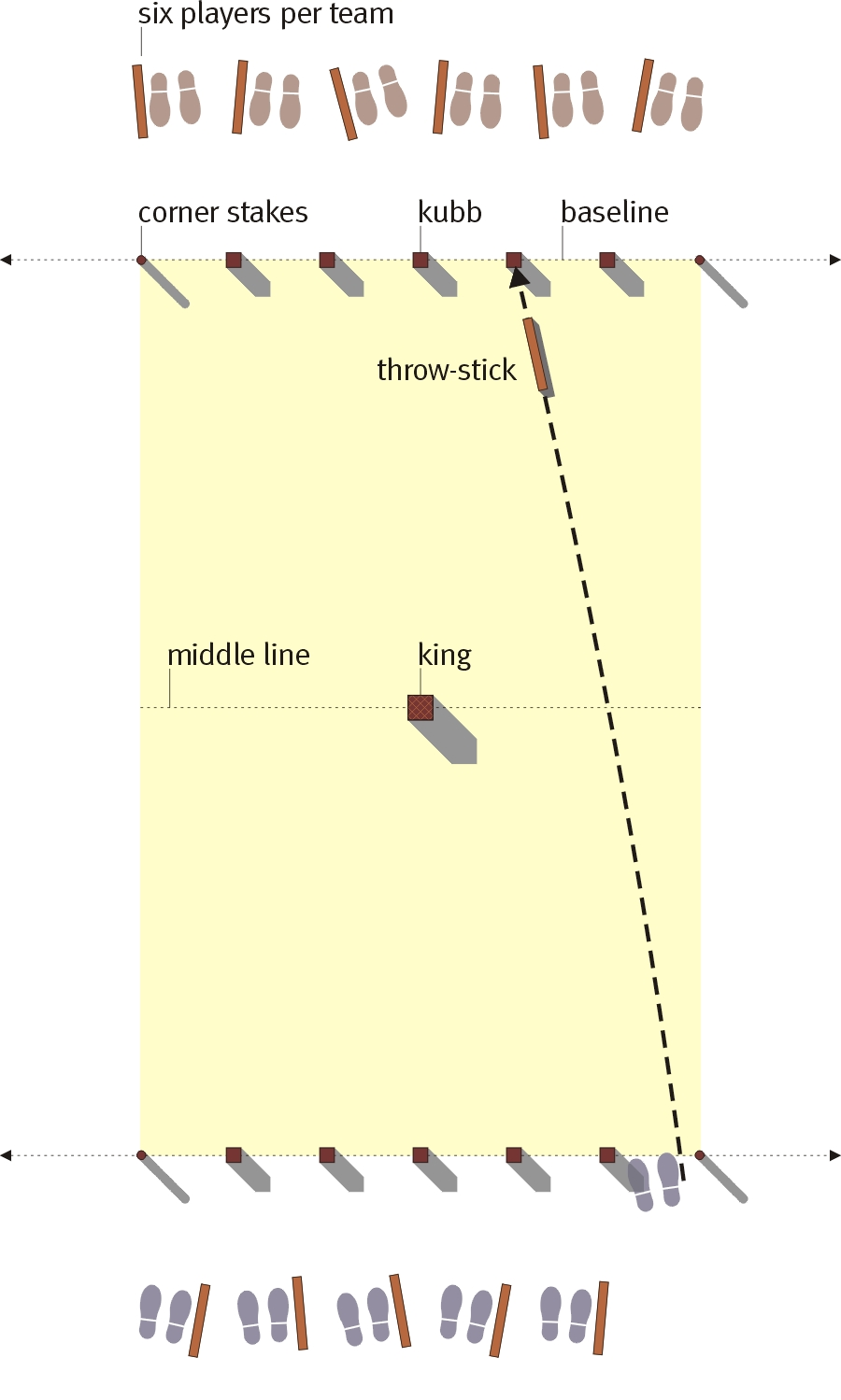
國皇棋Kubb木塊設置

國皇棋分為兩隊，球隊之間比賽，每隊人數可由1-6人不等。單打單進行。
每個團隊的輪次分為两個階段：
1. A隊將六個木棍（在瑞典语中稱為Kastpinne / Kastpinnar）從其基準線投擲到對手的排列小隊木柱（稱為基線小隊）。投擲必須控制力度，并且木棍落地時必须旋轉。禁止將木棍投擲高過頭部，斜擲或左右旋轉，（像直升機機翼轉動）。
2. 防守方之衛兵棋第一次被對方擊中倒下後，需要投擲衛兵棋至中線後面，並由投擲方選擇豎立方向，而此中線的衛兵棋成為投擲方的前鋒，對方隊伍需要優先擊倒中線衛兵棋才能攻擊底線衛兵棋。如果倒下的衛兵棋，進行投擲到中線過程中，錯手投擲出界，可以重新投擲。

如果木棍被擲出比賽場地以外，即在邊界標記以外或不超過中線（注意：擲出後，至少一半的木棍留在場中才能被考慮），那麼可以給予重擲的機會。如果木棍沒有一半留在場區內，則需懲罰。要在距離角柱或國皇最少一個木棍，防守隧就可以將木棍重新放置在敵方目標的任何位置。如果抛出的木棍撞到了現有的基線或衛兵棋，則把衛兵棋停放的位置升高，中線衛兵棋在其原始位置升高。
首輪比赛结束後交換攻守次序，B隊向A隊的小兵投擲木棍，但必須先撃倒任何站立的衛兵棋。如果底線的衛兵棋比其他位置的衛兵棋更早被撃倒，底線的衛兵棋可放回原有位置。 （如果木塊傾斜後仍依靠其他物件支撑，它们一貫被判斷為被撃倒的。 ）
如果任何一隊未在該輪结束前撃乞所有衛兵棋，最靠近中心線的木塊代表了對方球隊的底線，投擲者可以站前到該線向對手的木塊。此規則只適用於將木棍投向對方球隊的場地和底線衛兵棋；出界的的衛兵棋由最初的底線被抛出，而试圖撃敗國皇棋也是如此。
比赛将以这种方式继续进行，直到团队能够从场地和底线击倒一侧的所有库布。如果那支球队还有剩下的指挥棒可以投掷，那么他们现在将试图击败国王。如果投掷者成功推翻国王，则他的团队赢得了比赛。
如果投擲方在未完全擊倒所有衛兵棋的情況下，錯手擊倒國皇棋®，對方立即勝出。
在比賽中，赢家通常由三分之二的球員决定。
對於能力差異很大的球员（例如成人和兒童）之間的非正式比賽，允許縮短球場的長度。另一種選擇是讓兩名球員在同一隊中比賽，並在比賽中保持雙方切換。
犯規 

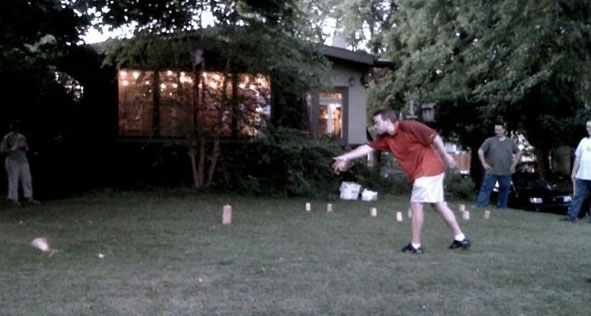
在2009年彼得森中西部比赛中的國皇棋表演示範

被擊倒的衛兵棋，進行中線投擲復活的時候，投擲者需要站在底線後
一支木棒可以擊倒多過一隻衛兵棋
木棒必須用直立和下手方式拋出

## 比賽

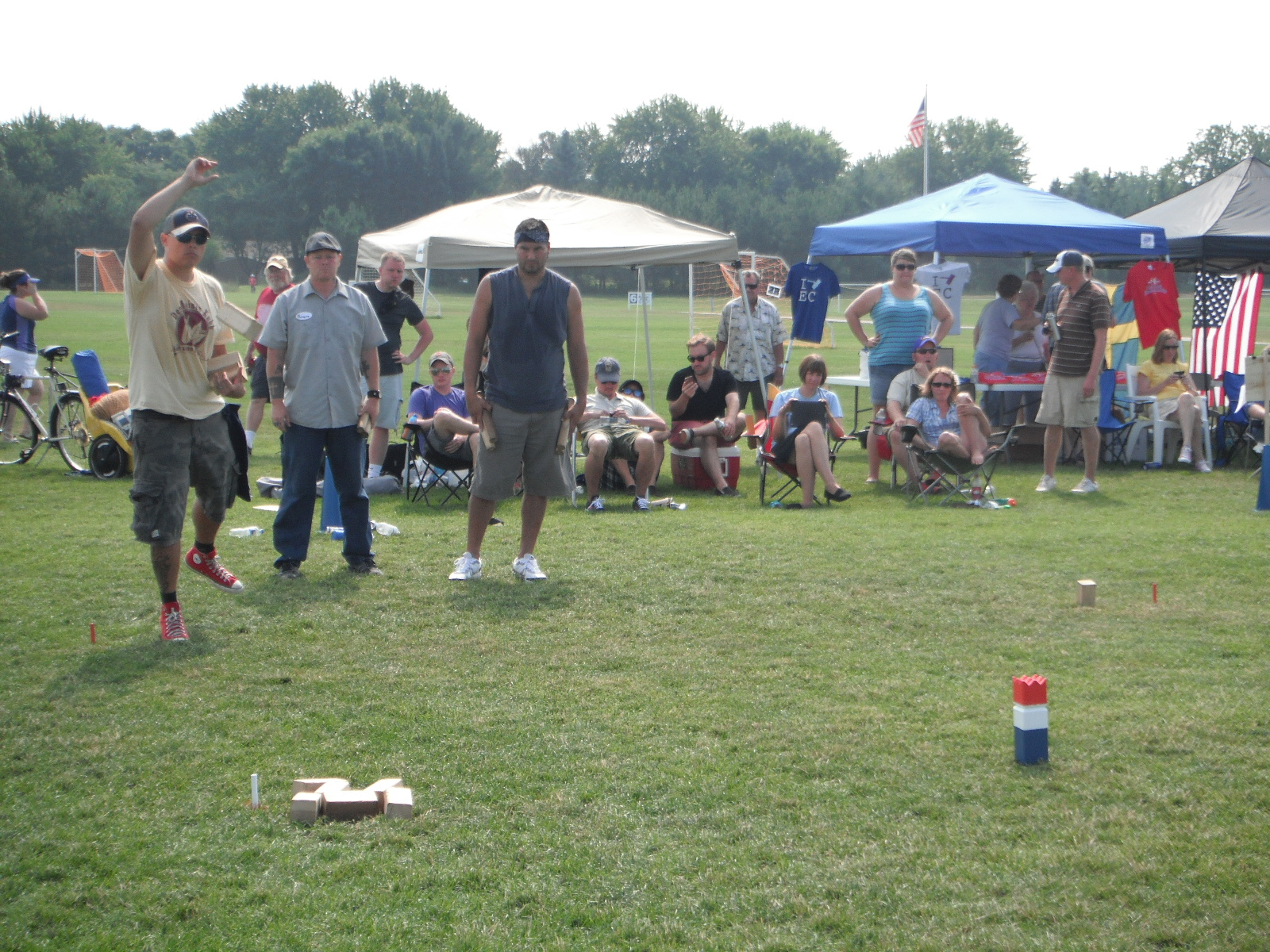
參加國皇棋比賽的團隊。參加者將衛兵棋扔回場中。

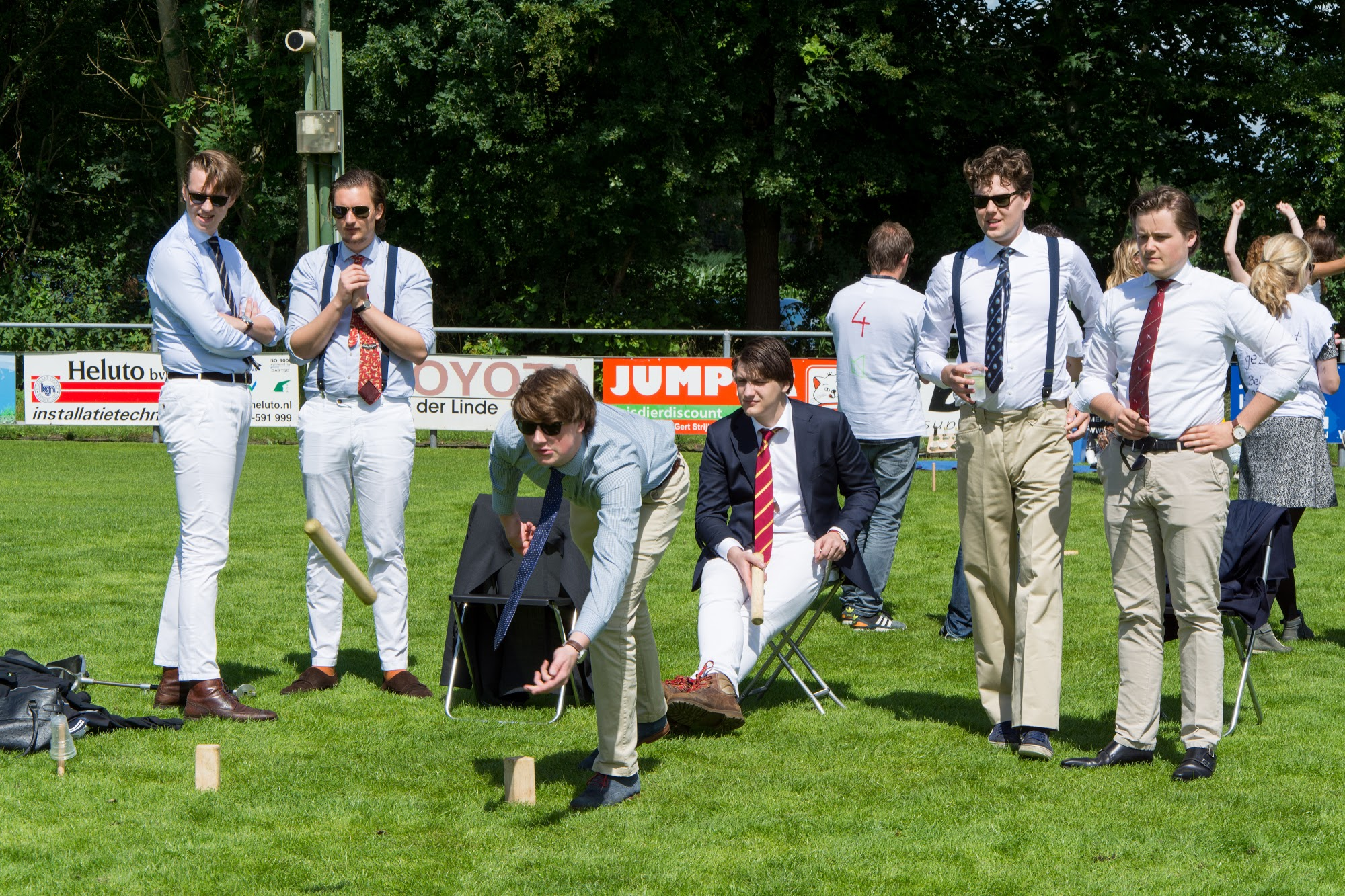
荷蘭國皇棋隊的Jan-Diederick en de Ravenvangers參加了2016年荷蘭錦標賽。

國皇棋世界錦標賽每年在瑞典哥得蘭岛舉行。美國錦標賽每年在美國威斯康辛州的歐克萊爾（Eau Claire )舉行。
自2007年以來，美國的比賽呈爆炸式增長，尤其是在中西部。 2016年，美國比赛多達40多個比赛。大多數比賽位於明尼蘇達州和威斯康辛州。
2013年，美國中西部冠軍賽再次被引進。年度錦標賽遍及中西部。 （2013年：伊利诺伊州罗克福德; 2014年：爱荷华州Decorah; 2015年：威斯康星州麦迪逊; 2016年：威斯康星州麦迪逊; 2017年：明尼苏达州沙科皮; 2018年：俄亥俄州）
歐洲錦標賽在瑞典，德國，瑞士，比利時，荷蘭，捷克共和國，英國和意大利舉行。大多數國家/地區都有自己的國家錦標賽。

## 外部鏈接
- Kubb-Wikiportal
- 美国国家库布冠军赛 （页面存档备份，存于）
- Wikingerschach（德语） （页面存档备份，存于）
- 加拿大Kubb信息。
- 英国Kubb信息。 （页面存档备份，存于）
- 欧洲冠军库布的网站
- 比利时冠军库布的网站 （页面存档备份，存于）
- 荷兰冠军库布的网站 （页面存档备份，存于）
- 库布世界冠军 （页面存档备份，存于）
- Kubb的信息网站（德语） （页面存档备份，存于）
- 世界锦标赛规则
- 美国国家冠军赛规则 （页面存档备份，存于）
- 比赛清单 （页面存档备份，存于）
- FöreningenGutnisk Idrott （页面存档备份，存于） （哥得蘭島運動會）